# Химфарм
АО «ХИМФАРМ» c торговой маркой SANTO Member of Polpharma Group (далее — «Компания SANTO») является крупнейшей фармацевтической компанией в Казахстане и частью международной фармацевтической Группы Polpharma, которая работает на рынках Центральной и Восточной Европы, на Кавказе и в Центральной Азии. История фармацевтического завода Компании SANTO насчитывает более 135 лет.
Среди казахстанских фармацевтических компаний «Химфарм» является лидером рынка с долей более 30 % в стоимостном выражении.

## Факты о SANTO Member of Polpharma Group
- С 2011 года часть европейской группы Polpharma.
- Инвестпрограмма номер 1 в РК стоимостью 108 000 000 долларов США.
- Глобальный охват: производственные объекты/завод в Шымкенте, филиал в Алма-Ате, обширная дистрибьюторская сеть по всему Казахстану, представительство в Киргизии и Узбекистане.
- Производство соответствует стандарту качества сGMP, складские хозяйства соответствуют стандарту cGDP.
- Лидер рынка госзакупок препаратов в РК с долей более 30 %.
- Более 240 генериков в портфеле компании SANTO, охватывающих двенадцать фармакологических групп для лечения различных заболеваний.
- Более 1100 сотрудников по всему Казахстану.
- Экспорт продукции в Россию, на Украину, в Монголию, Киргизию, Туркмению, Таджикистан.
- Единственный выбранный представитель фармацевтической индустрии из восьми выбранных компаний по республике в рамках Государственной программы цифровизации «Индустрия 4.0.».
- Ключевой участник государственного проекта «Программа регионального кластерного развития».

## История
Начало:

В 1918 году завод стал крупнейший производителем фармацевтических субстанций из растительного сырья и единственным производитель наркотических субстанций в Советском Союзе.
В 1921 году Владимир Ленин подписал постановление Совета труда и обороны «Об организации управления Чимкентского сантонинного завода».
В 1922 году на заводе началось производство технических морфинов. В последующие годы предприятие расширило свое производство, начав выпускать более 70 наименований лекарственных субстанций. Завод стал ведущим производителем лекарственных субстанций в СССР, 30 выпускаемых на нём препаратов шли на экспорт в 35 стран.
В 1925 году трест «Сантонин» стал «Первым государственным химико‑фармацевтическим заводом имени Феликса Дзержинского». Номенклатура завода была значительно расширена: кроме сантонина он начал выпускать Морфин для нужд фармацевтической промышленности, а также эфедрин, сальсолидин, сферофизин, конфельдин и никотиновую кислоту для кормовых добавок.
В 1927 году Чимкентский химико-фармацевтический завод дал самую высокую прибыль из всех предприятий Казахстана — 535 тысяч рублей.
В 1928 году построен новый производственный корпус, механическая мастерская, расширено электрохозяйство, ряд объектов социально — бытового назначения. К 1930 году в номенклатуре выпускаемой продукции насчитывалось одиннадцать наименований, в том числе папаверин, тебаин, стриптицин, никотин, анабазина сульфат.
К 1940 году объём валовой продукции возрос в двадцать девять раз, а также освоено производство эфедрина гидрохлорида.
В годы Великой Отечественной войны на базе эвакуированного в Чимкент Московского алкалоидного завода было налажено производство необходимых фронту обезбаливающих средств: морфина солянокислого, омнопона, кодеина, фосфата и других препаратов, а на оборудовании эвакуированного Киевского завода перевязочных материалов заводчанами было изготовлено и отправлено на фронт 26 миллионов бинтов и пакетов.
После Великой Отечественной войны Советский народ приступил к восстановлению и развитию химической промышленности. Уже в 1946 году план завода предусматривал увеличение против 1945 года выпуска сантонина — в три раза; эфедрина — в два с половиной раза; никотиновой кислоты — в полтора раза.
Дальнейшее развитие завода осуществлялось на основе Постановления ЦК КПСС и Совета министров СССР. В ходе реконструкции построено три производственных корпуса. Впервые в стране в 1962 году освоено производство морфина из коробочек масличного мака в корпусе № 1 мощностью 11,2 тонны в год.
С 1986 по 1993 год освоен выпуск новых видов продукции, таких как мукалтина из травы алтея, настоек валерианы, аралии, подорожника, пустырника, календулы, сиропа солодкового корня и так далее.
Так на протяжении долгого времени завод специализировался исключительно на выпуске фармацевтических субстанций. Сырьё для будущих лекарственных средств поставлялось на предприятия России, Беларуси, Украины, Прибалтийских республик и стран дальнего зарубежья, где производились уже готовые лекарственные препараты. Поэтому сам завод № 1 имени Ф. Э. Дзержинского был практически неизвестен рядовым потребителям, несмотря на свою более чем вековую историю.
В 1993 году произошло преобразование завода в акционерное общество. АО «Химфарм» начинает производство готовых лекарственных форм.
После приобретения Казахстаном независимости возникла необходимость развития в стране собственной фармацевтической индустрии. Особенно это касалось изготовления готовых лекарственных форм. Поэтому руководством компании была разработана и осуществлена программа создания на базе АО «Химфам» крупного современного производства по выпуску готовых лекарственных средств. Сотрудничество с зарубежными партнёрами, в частности, с ирландской фирмой «Donnadale Limited», дало возможность быстро освоить самое современное оборудование. Разработана программа полной реконструкции завода. Научный подход к управлению, ставка на профессионализм и высокие технологии — всё это позволило заводу в короткие сроки пройти путь от производства субстанций, до создания современного фармацевтического предприятия по выпуску готовых лекарственных средств, соответствующих международным стандартам, под новой торговой маркой SANTO.
Новая история:

С 2011 года SANTO является частью международной Группы Polpharma, работающей на рынках Центральной и Восточной Европы, на Кавказе и в Средней Азии. Благодаря новому статусу компания получила доступ к инвестициям и современным технологиям, начала полномасштабную модернизацию производства. Объём инвестиций равен более 108 000 000 долларов в США.
С 2011 по 2013 год произошло несколько ключевых событий, а именно — запуск стратегических проектов, обновление инфраструктуры и модернизация электрических систем, строительство котельной.
С 2014 по 2015 год были запущены новый ампульный цех по стандартам cGMP, ампульно-инфузионный цех (cGMP), а также проведена модернизация микробиологической лаборатории, модернизация НИИЦ.
В 2016—2017 годах были запущены цеха асептической рассыпки порошковых антибиотиков, новые инфузионные линии (GMP), цеха твёрдых пероральных лекарственных средств.
Так же в 2017 году компания SANTO отметила 135-летие.
В 2018 году был запущен цех пероральных жидких лекарственных средств и проведена масштабная модернизация склада (cGDP).
Стратегический проект 2019 года — модернизации лаборатории ОКК, МБЛ, НИИЦ.

## Производственные ресурсы и мощности компании
Завод расположен на территории 17 га, имеет все необходимые площади для функционирования основных и вспомогательных производств, а также резервные площади для дальнейшего развития. Имеются все необходимые транспортные и энергетические коммуникации, собственная котельная и скважины.
Производственный потенциал компании в год:

— 806 млн таблеток, капсул и гранул;

— 131 млн ампул с инъекционными растворами;

— 1,8 млн пакетов и флаконов с инфузионными растворами;

— 23 млн флаконов порошков антибиотиков (цефалоспорины);

— 10 млн флаконов порошков антибиотиков (пенемы/мицины);

— 4,2 млн флаконов жидких пероральных лекарственных средств.

## О группе Polpharma
Группа Polpharma, лидер фармацевтического рынка Польши, входит в двадцатку производителей генериков в мире, с объёмом продаж 1 000 000 000 долларов США в год. Совместно со стратегическими партнёрами имеет семь производственных предприятий в Польше, России и Казахстане и пять научно-исследовательских центров.
В группе компаний работают более 7500 сотрудников.
Портфель компании состоит почти из 700 препаратов во всех фармакологических группах в различных отраслях терапии.
Polpharma активно работает на рынках: Центральной и Восточной Европы, Кавказа, Средней Азии, с представительствами в Литве, на Украине, в Белоруссии, Чехии, Болгарии, Узбекистане, Румынии и Вьетнаме.

## Социальная ответственность
В своей повседневной деятельности компания «Santo Member of Polpharma Group» следует миссии «Помогать людям быть здоровыми, чтобы они могли чувствовать себя лучше, делать больше и жить дольше». Компания хранит преданность достижению своих экономических целей этичным способом, учитывая потребности и мнения всех заинтересованных сторон, и не нарушая окружающую среду. Компания способствует развитию медицинской и фармацевтической науки, организует программы просвещения для пациентов и врачей и поощряет добровольную работу своих сотрудников для того, кто в этом нуждается.

## Принципы и стратегия
Компания SANTO является социально ответственной и стремительно двигается вперед к международным стандартам, внедряя новейшие технологи для производства качественных и эффективных лекарственных средств, при этом уделяя внимание развитию казахстанского общества в целом — врачам и их пациентам, пожилым людям и ветеранам ВОВ, студентам и школьникам, сотрудникам, государству и партнёрам компании.
При взаимодействии с ключевыми аудиториями компания SANTO руководствуется своей миссией «Люди заботятся о людях», которая нашла отражение в принципах социальной ответственности:
1. прозрачность — проекты, поддерживаемые компанией SANTO являются социально значимыми и они понятны обществу;
2. построение долгосрочных партнёрских отношений и следование принципам устойчивого развития;
3. значимость — реализуемые проекты охватывают значительную часть общества и помогают решению социальных проблем.

## Академическая программа
Академическая программа SANTO — это главный образовательный проект компании SANTO, запущенный в 2013 году для реализации государственно-частного партнёрства в сфере здравоохранения.
Цель проекта — повышение качества фармацевтической промышленности до уровня международных стандартов в рамках направления, указанного президентом Республики Казахстан Н. Назарбаевым в его речи на Совете иностранных инвесторов 22 мая 2013 года о настройке системы образования на обеспечение новшеств необходимыми кадрами и обеспечение потребности в инженерных и технических кадрах, обладающих компетенциями международного уровня, а также об участии предпринимателей в формировании учебных планов и методик, и привлечении иностранных специалистов для формирования высокопрофессионального кадрового состава из числа местных специалистов.
Сотрудничество с образовательными учреждениями предполагает ознакомление школьников, студентов, профессорско-преподавательского состава и учёных с производственными мощностями и исследовательскими лабораториями компании, предоставление грантов для наиболее перспективных школьников, студентов и молодых учёных на проведение или доработку научных исследований в сфере фармацевтики, прохождение стажировок на производственных мощностях компании SANTO и проведение совместных мероприятий (конференций, исследований и прочих проектов), направленных на повышение уровня и качества образования.
Партнёры программы:
- Назарбаев университет
- Южно-Казахстанская медицинская академия
- Казахский национальный медицинский университет имени С. Д. Асфендиярова
- Медицинский университет Астана
- Назарбаев интеллектуальная школа химикобиологического направления в г. Шымкент
- Республиканский центр развития здравоохранения
- Национальный центр экспертизы лекарственных средств и изделий медицинского назначения
- Региональная палата предпринимателей Шымкента

Государственное признание
- 2014 год — «Лучший производитель товаров для населения» на церемонии «Алтын сапа».
- 2016 год — «Лучший инновационный проект» на церемонии «Алтын сапа».
- 2016 год — «Лучшее промышленное предприятие» награда Акима ЮКО.
- 2017 год — «Лучший экспортер года» награда Акима ЮКО